# 공동 주택

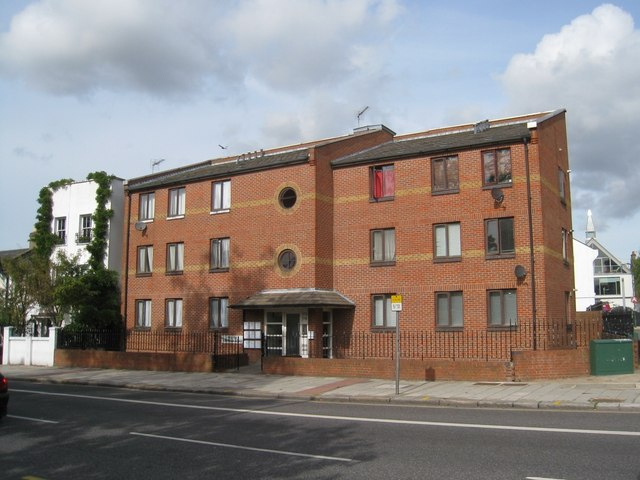
다세대 주택 건물

공동 주택(共同住宅, 영어: apartment house, block of flats)은 하나의 건물 내에 서로 여러 가구와 여러 세대가 공동으로 거주하는 주거의 형태이다. 가정 교육 시설을 포함하여 층수를 산정함에 있어서 1층 전부를 필로티(Pilotis) 구조로 하여 주차장으로 사용하는 경우에는 필로티 부분을 층수에서 제외한다. 유사한 뜻으로 건축에서 사용되는 ‘집합 주택’ 혹은 ‘집합 주거’라는 말이 있다.

## 대한민국 법령상 정의
대한민국 주택법에 정의된 공동주택
대지 및 건물의 벽·복도·계단 기타 설비 등의 전부 또는 일부를 공동으로 사용하는 각 세대가 하나의 건축물 안에서 각각 독립된 주거 생활을 영위할 수 있는 구조로 된 주택

### 공동 주택의 기준
종류와 범위는 대통령령으로 정하고 있다.
- 아파트: 주택으로 쓰이는 층수가 5개 층 이상인 주택
- 연립 주택: 주택으로 쓰이는 1개 동의 연면적(지하 주차장 면적 제외)이 660m2를 초과하고, 층수가 4개 층 이하인 주택
- 기숙사: 학교 또는 공장 등의 학생 또는 종업원 등을 위해 사용되는 것으로서 공동 취사 등을 할 수 있는 구조이되, 독립된 주거 형태를 갖추지 않은 것이다.